# Персидский поход Галерия
Персидский поход Галерия — война между римлянами и персами в 296—298 годах, которая завершилась подписанием Нисибисского мирного договора.

## Предыстория
По всей видимости первые столкновения начались уже в 293 году. После того, как Галерий стал соправителем Диоклетиана, основавшего тетрархию, его направили на Восток воевать с персами. Война началась с того, что из Армении был изгнан царь Трдат III, который пользовался поддержкой римлян. Тот попросил помощи у римлян и Галерий вернул ему престол при помощи армии.

## Поход
Тогда персидский царь Нарсе вторгся в римскую провинцию Сирия. Римляне в этот момент решили активно помогать Трдату отстоять свой престол. Диоклетиан основал свою базу в Антиохии и приказал начать войну с персами. После двух боев с неопределенными результатами, третий бой между Каррами и Каллиником окончился поражением римлян, после чего Римская империя потеряла Месопотамию. Это поражение было объяснено неосторожностью Галерия и небольшим римским войском. Из-за этого Галерий был вынужден бежать несколько километров за колесницей Диоклетиана. Тогда Август решил дать ему новую армию. Эта армия насчитывала 25 тысяч человек, набранных в основном в Иллирике и Мезии. Галерий снова пересек Евфрат и вместо того, чтобы вторгнуться в Месопотамию, решил пересечь армянские горы, где он получил поддержку местных жителей.
В армянских горах Галерий одержал решительную победу над Нарсесом при Сатале, завоевав огромную добычу. Известно, что эта победа была обусловлена тем, что римляне напали ночью. Однако Нарсесу удалось бежать в то время как его жены, сыновья и сестры были взяты в плен. Ко всем пленным римляне очень хорошо относились. Между тем, Диоклетиан в Сирии собрал ещё одну армию, готовую действовать на случай предполагаемого поражения Галерия. Воспользовавшись победой своего соправителя, Диоклетиан отвоевал Ктесифон. После поражения персов при Сатале Галерий предполагал продолжить преследование противника в глубь его территории, тогда как Диоклетиан не хотел начинать новую компанию, исход которой был не ясен. После этого римляне заключили с персами мир в 298 году на выгодных им условиях.

## Последствия
В результате этого похода произошло:
- передача Риму Интилены, Софены, Арзанены, Кордуены и Забдицены;
- установление границы между Римской империей и Сасанидским царством по Тигру;
- определение четкой границы между Персией и Арменией (по границе Мидии);
- назначение царей Иберии переходит в ведение римских императоров;
- определение Нисибиса единственным местом торговли между Римом и Ираном.

Эти территории были под властью Рима ещё более 40 лет вплоть до войн Юлиана II Отступника и Констанция II. Так же в честь римской победы Галерий выстроил в Фессалониках триумфальную арку.